# 7342 Uchinoura
7342 Uchinoura è un asteroide della fascia principale. Scoperto nel 1992, presenta un'orbita caratterizzata da un semiasse maggiore pari a 2,6994506 UA e da un'eccentricità di 0,1016621, inclinata di 13,85932° rispetto all'eclittica.